# Salatchyk
Salatchyk (en ukrainien : Салачик, russe : Староселье, turc : Salaçıq) est une ancienne ville de la Crimée ; ce fut la capitale des khans de Crimée avant 1532.

## Géographie
Salatchyk est située dans le sud de la péninsule de Crimée, à la confluence des vallées de la rivière Suruk Suv, Maryam-Dere, Ashlama-Dere et du ravin Kuchuk-Ashlama, elle forme maintenant un quartier est de Bakhtchyssaraï.

## Patrimoine
Le Devlet-Saraï qui comprend : la Madrassa de Zincirli classée.

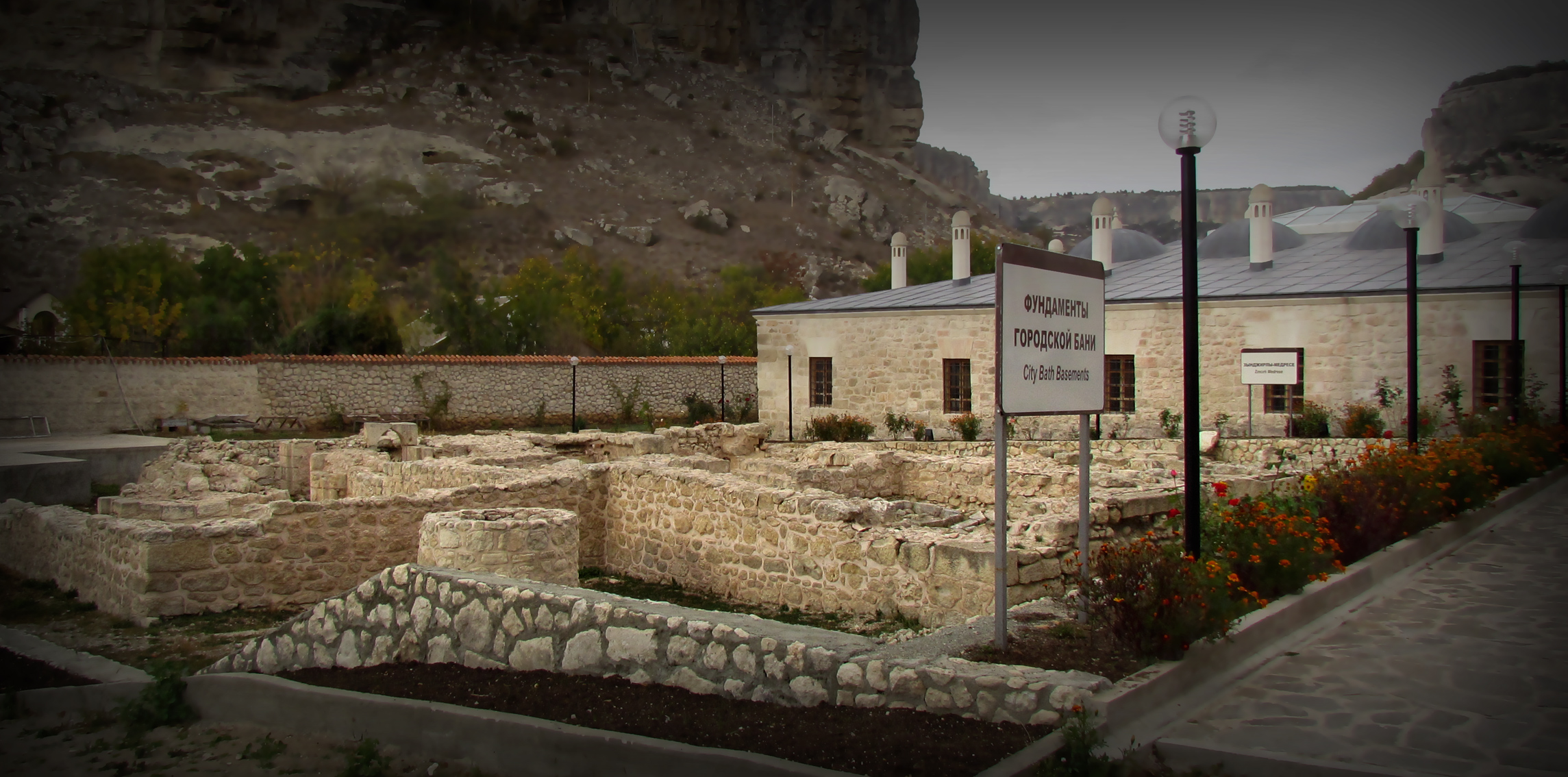
Les anciens bains classés[2].
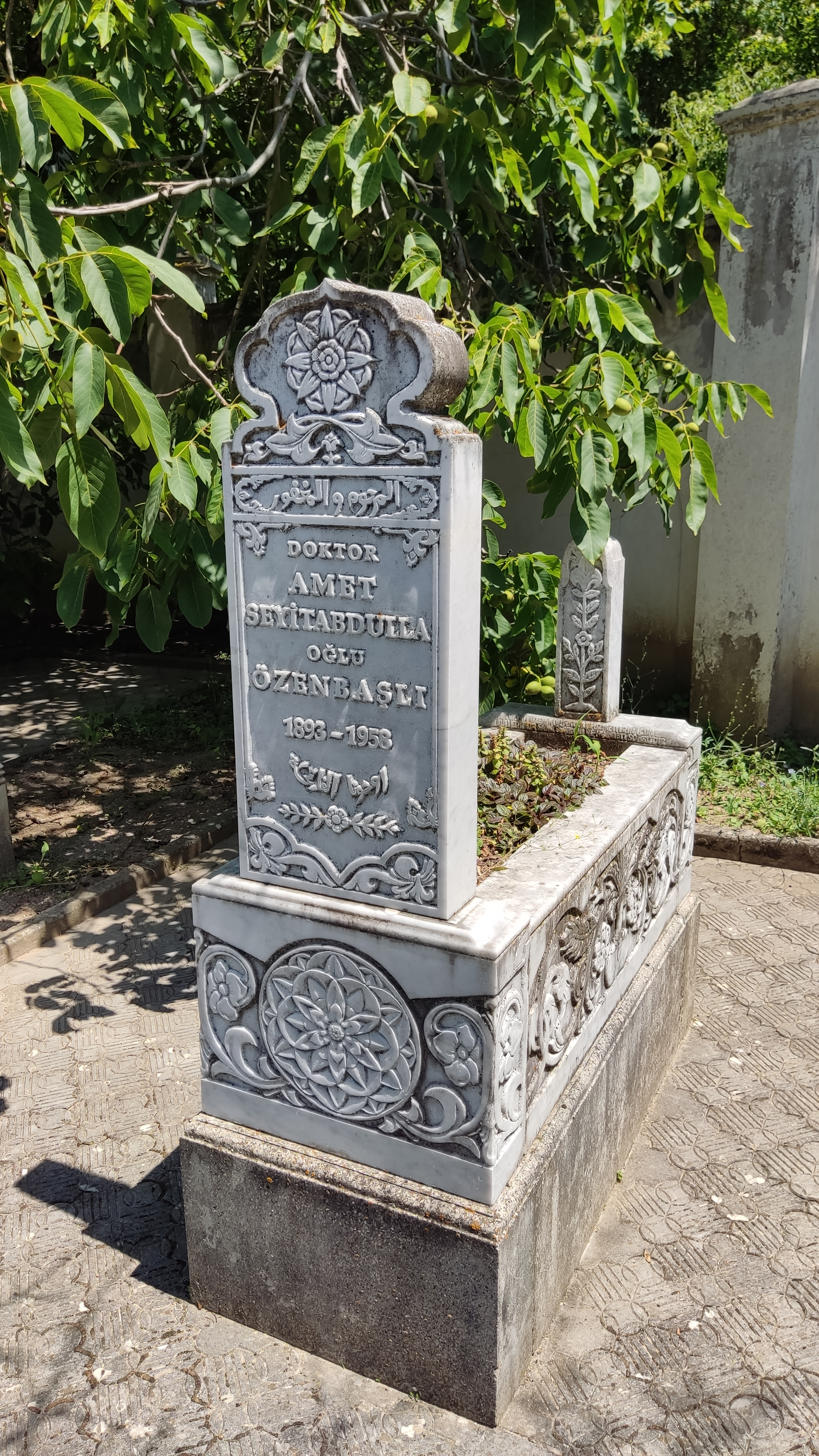
La tombe de Amet Ozenbaslı.
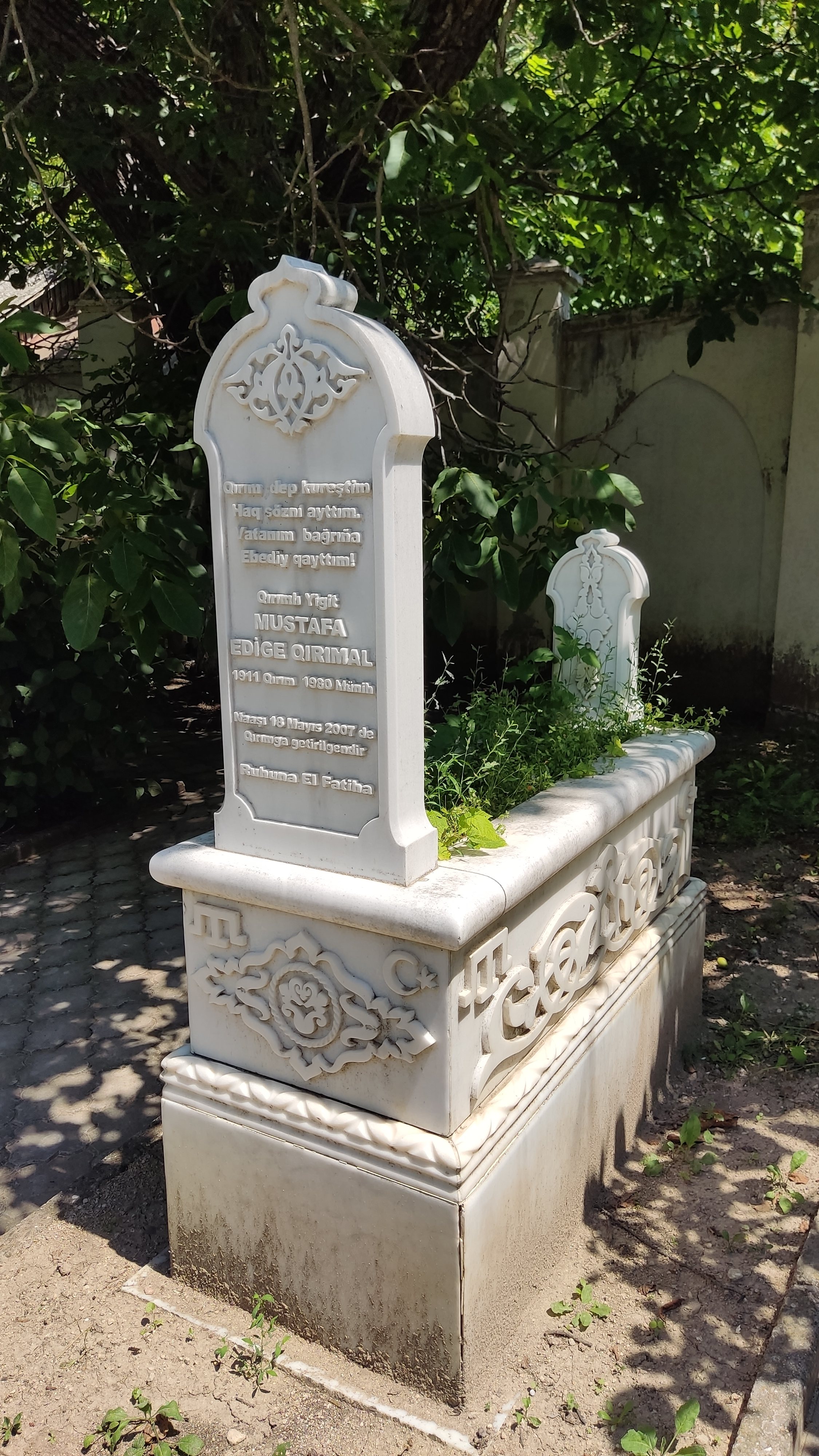
La tombe de Moustafa Edige Kirimal.
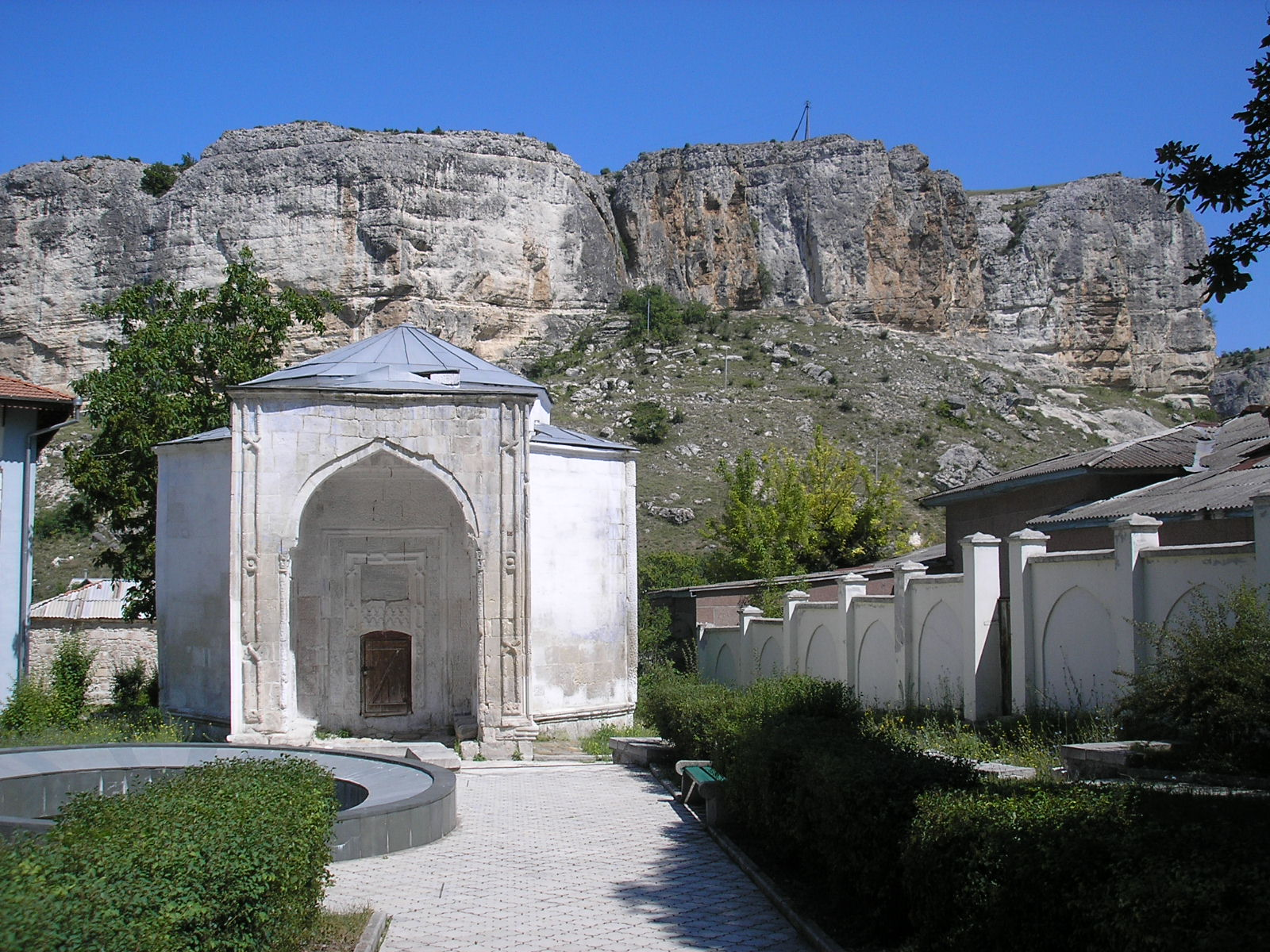
Turbe de Haci Ier Giray classée[3].
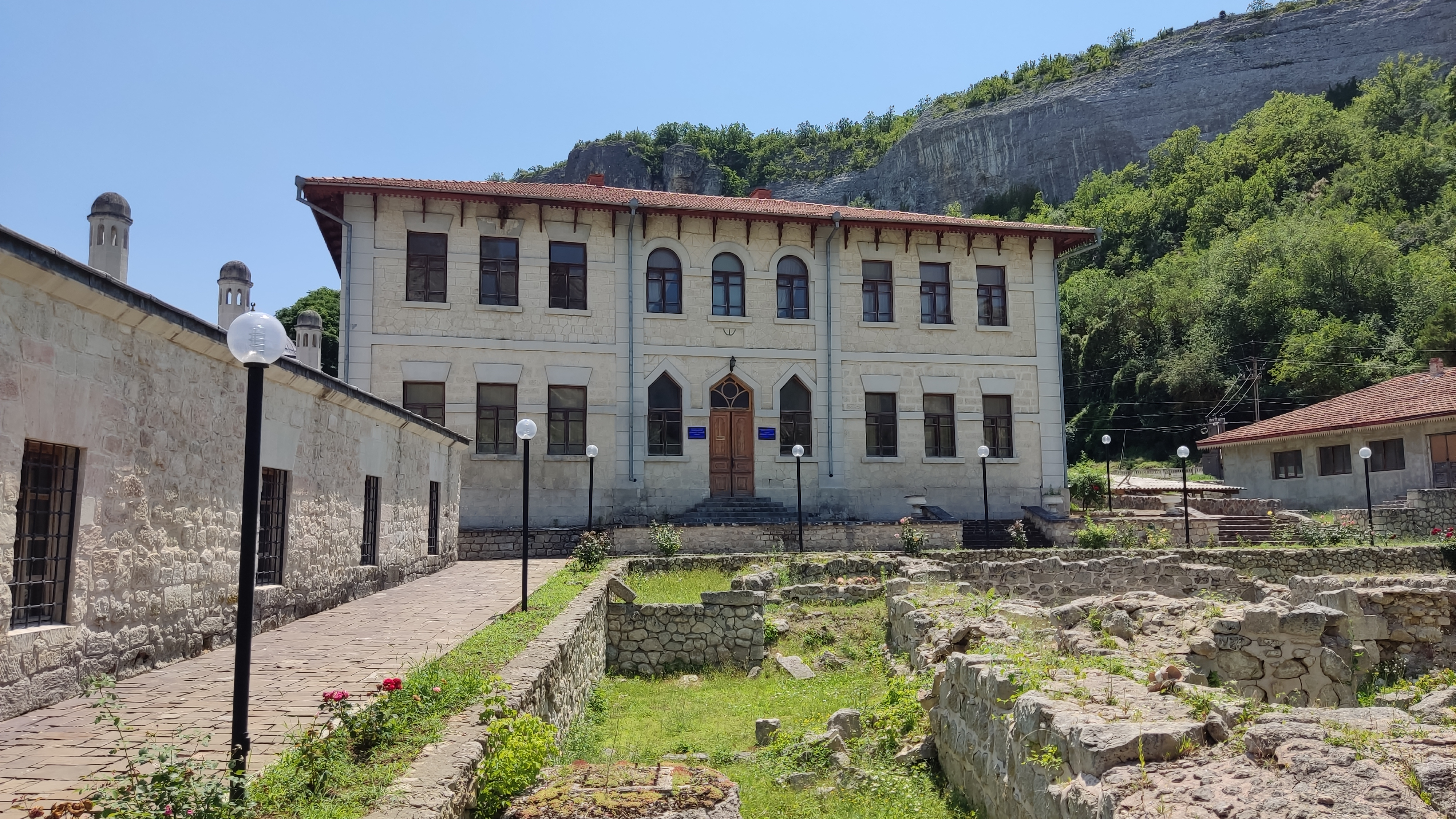
Musée Larichesse.